# Chiesa di San Siro (Sospiro)
La chiesa di San Siro è la parrocchiale di Sospiro, in provincia e diocesi di Cremona; fa parte della zona pastorale 4.

## Storia
Una chiesetta doveva esistere a Sospiro già nel X secolo. Venne distrutta da un incendio e poi riedificata nell'XI secolo.

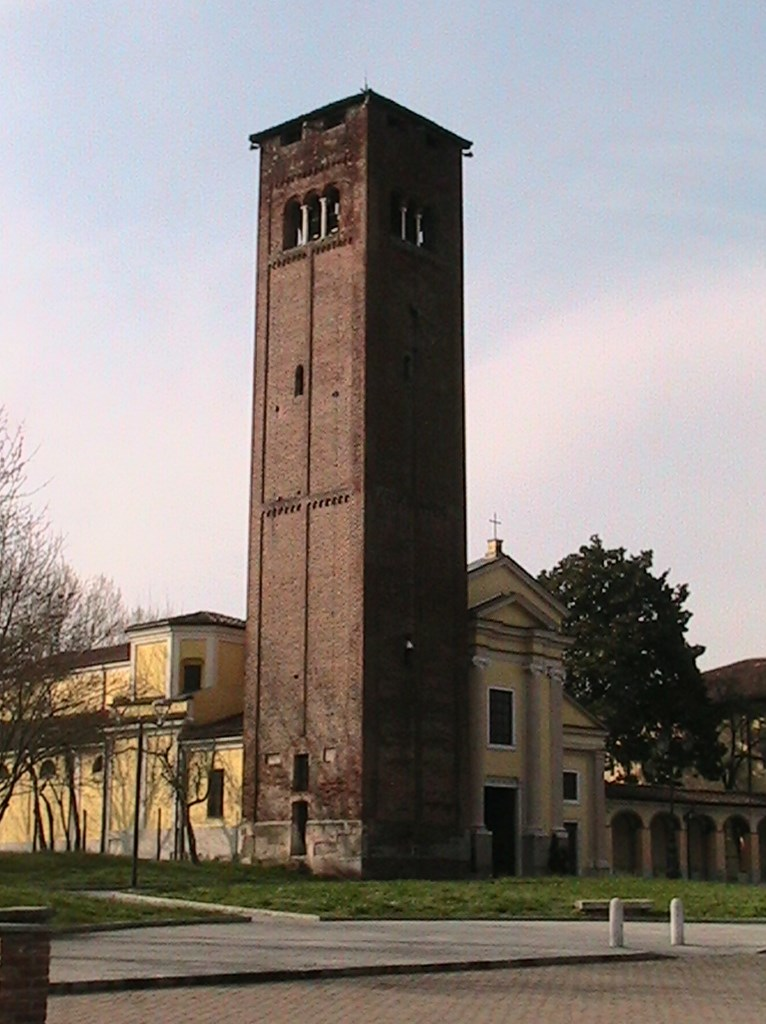
Il campanile

Dal Liber Synodalium del 1375 risulta che la chiesa era filiale della pieve di San Geminiano e nel 1404 venne nuovamente menzionata.
Dagli atti della visita pastorale compiuta nel 1599 dal vescovo di Cremona Cesare Speciano risulta che i fedeli del tempo erano 500 e che la chiesa, dotata di un'abside semicircolare, era sede di un vicariato, che comprendeva anche le parrocchie di Pieve d'Olmi, Bonemerse, San Giacomo del Campo, San Daniele Po, Pugnolo, Sommo, Tidolo, Stagno Lombardo, San Michele dell'Olmo e San Salvatore.
Nel XVII secolo l'edificio fu oggetto di un rifacimento, in occasione del quale furono ricostruite l'abside e la facciata.
Nel Settecento venne realizzata la cappella laterale della Beata Vergine Maria. Nel 1786 risultava che la chiesa godeva d'un beneficio di 6514 lire e che nel vicariato sospirese erano inserite pure le parrocchie di Bonemerse, Longardore, Pieve d'Olmi, Pugnolo, San Michele dell'Olmo, San Daniele Po, San Giacomo del Campo, Sommo, Stagno Lombardo e Tidolo.
In tutte le visite pastorali compiute nel XIX secolo la chiesa fu attestata come sede di un vicariato. Nel 1840 l'edificio fu ampliato con l'allungamento della navata di una campata.
All'inizio del XX secolo l'edificio fu oggetto di un importante intervento di rifacimento, che portò ad invertire il suo orientamento e ad abbassare il livello del pavimento di sessanta centimetri. Il vicariato di Sospiro fu soppresso nel 1975, nell'ambito della riorganizzazione territoriale della diocesi.

## Descrizione

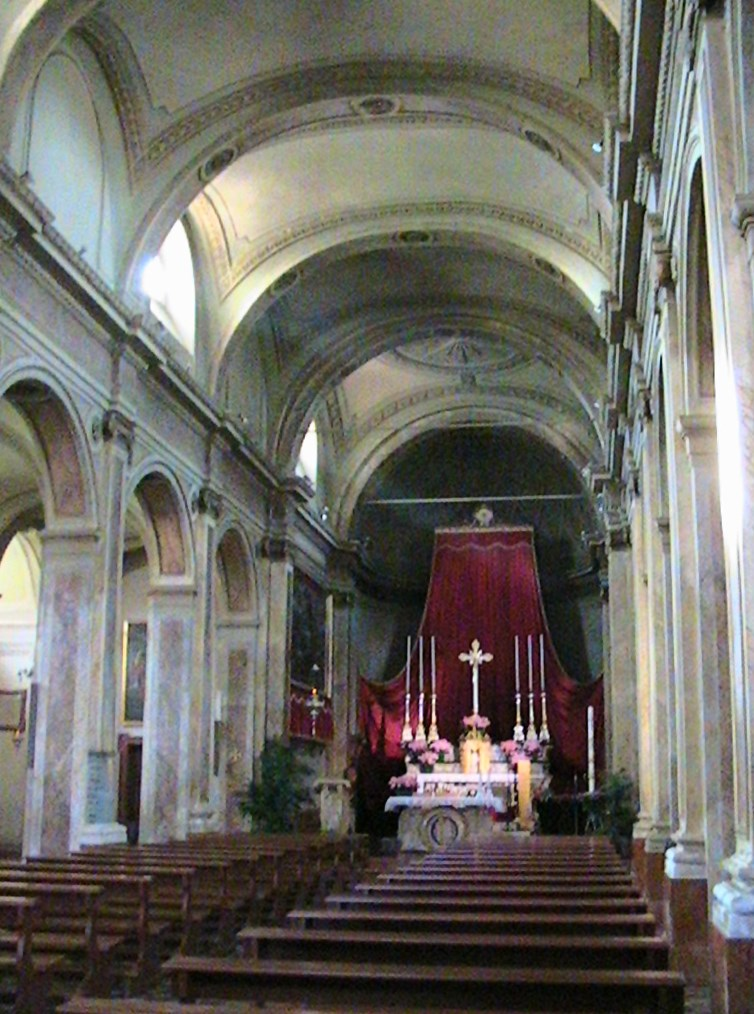
L'interno

### Facciata
La facciata della chiesa è a salienti; le parti laterali, in cui si aprono i due portali minori sovrastati da altrettante finestre quadrate, sono scandite da due lesene d'ordine dorico e coronate da semitimpani, mentre quella centrale, più alta, presenta il portale maggiore sopra il quale vi è una finestra di forma rettangolare, due semicolonne in stile ionico sorreggenti il piccolo timpano e due lesene, anch'esse ioniche, sopra le quali si impostano la trabeazione e il timpano di forma triangolare. 

### Campanile
Il campanile, la cui pianta è di forma quadrata, fu eretto nel 1261 ed è in stile romanico; è alto ventinove metri e presenta ai lati e al centro di ogni facciata delle lesene, mentre all'altezza della cella si aprono quattro trifore.